# (13064) Haemhouts
(13064) Haemhouts est un astéroïde de la ceinture principale.

## Description
(13064) Haemhouts est un astéroïde de la ceinture principale. Il fut découvert le 6 août 1991 à La Silla par Eric Walter Elst. Il présente une orbite caractérisée par un demi-grand axe de 2,38 UA, une excentricité de 0,13 et une inclinaison de 7,4° par rapport à l'écliptique.

## Compléments